# كفر الشرفا الشرقي
كفر الشرفا الشرقي إحدى قرى مركز طنطا التابع لمحافظة الغربية بجمهورية مصر العربية. 

## التاريخ
كانت القرية تابعة لشوني ثم فصلت عنها سنة 1231 هجري (1816). كانت القرية من توابع مركز تلا بمديرية المنوفية ثم نقلت إلى مركز طنطا في 6 أبريل 1955.

## التعليم
تصل نسبة الأمية في القرية إلى 40.77% بين من تجاوزوا العاشرة من عمرهم، بينما تصل نسبة من حصلوا على تعليم جامعي إلى 3.87% من جملة السكان.

## السكان
بلغ عدد سكان كفر الشرفا الشرقي 7463 نسمة حسب تقدير عام 2018.
| السنة  | 1882 | 1897 | 1907 | 1960 | 1976 | 1986 | 1996 | 2006  | 2018 |
| ------ | ---- | ---- | ---- | ---- | ---- | ---- | ---- | ----- | ---- |
| القرية | 743  | 1161 | 1278 | 1727 | 2268 | 2514 | 3497 | 4,066 | 7463 |